# ゲランド
ゲランド （Guérande、ブルトン語: Gwenrann）は、フランス、ペイ・ド・ラ・ロワール地域圏、ロワール＝アトランティック県のコミューン。ブルトン語の地名Gwenrannは、「白い土地」を意味する。

## 概要

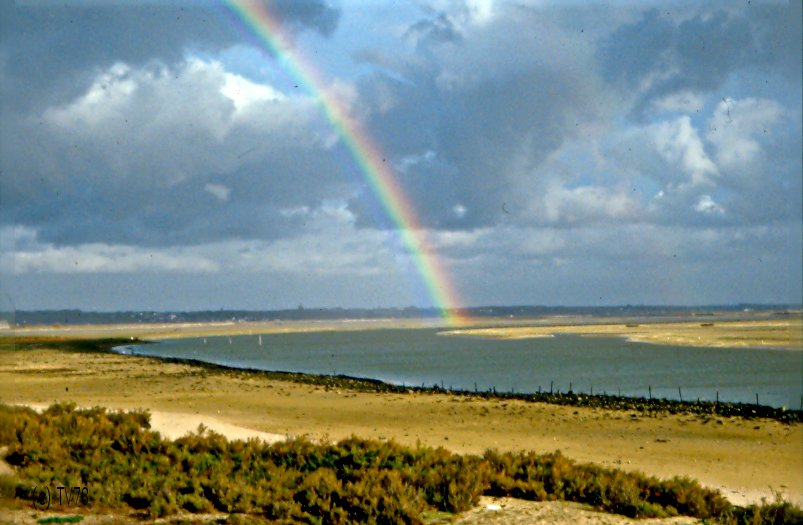
ゲランドの塩湖

無傷のまま残る城壁で囲まれており、4つの城門、10の塔がある。旧ブルターニュ公国の州ゲランデ（Guérandais）の州都であった。
西は大西洋、東はブリエール湿地、北をヴィレーヌ川に囲まれている。南へはリゾート地ラ・ボール＝エスクブラックへ向けて砂浜が伸びる。ゲランドには塩田があり、伝統的にフルール・ド・セル（塩の花）と呼ばれる良質の塩ができることで有名である。

## 歴史

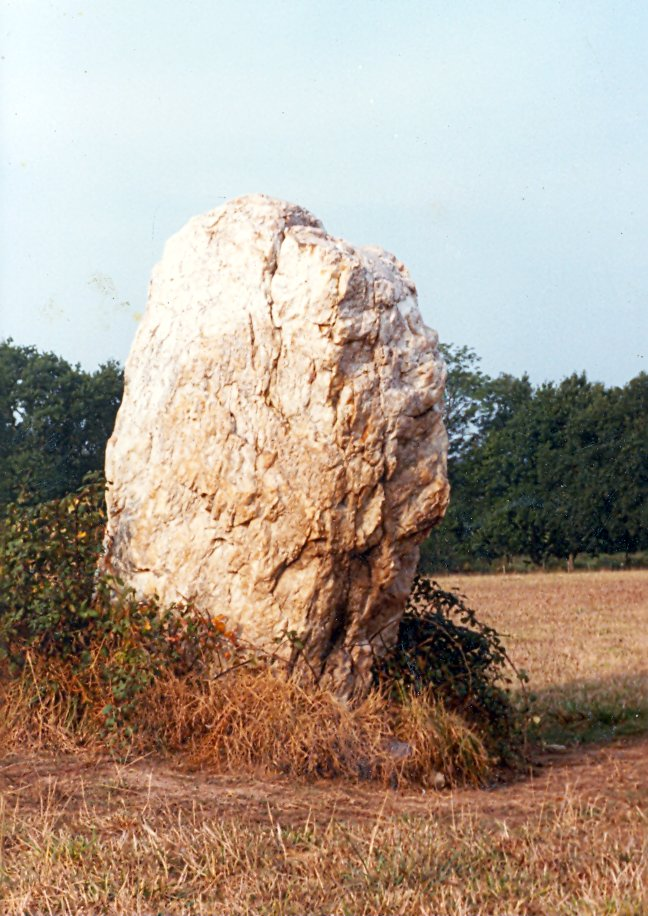
ケルブールにあるメンヒル

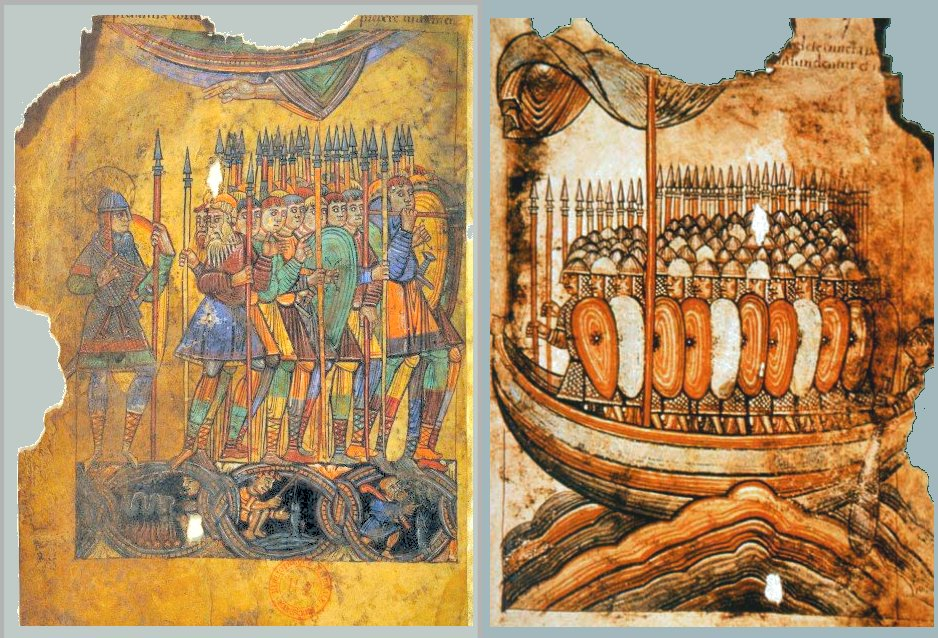
ゲランドを包囲するヴァイキング、聖アルビヌスの生涯を描いた壁画からの一部

新石器時代から人の定住があった。メンヒルやドルメンが周辺に多い。486年のソワソンの戦いでは、フランク王クローヴィス1世と、ガロ＝ロマン系ソワソン王国の司令官シアグリウスが戦い、結果として長くローマ帝国の飛び地（ソワソン管区）となっていたソワソンを含むネウストリアがフランク支配下に置かれることとなった。6世紀からブリトン人のアルモリカ移住が始まる。814年、カール大帝が死去すると、ブリトン人首長モルマンがブルターニュ王を自称してフランクとの戦いを始めた。彼は818年に戦いに敗れ殺害されるが、その後幾度もブルターニュはフランク支配に対して反乱を起こした。
ゲランドを含むネウストリアはフランク王国に従属するナント伯、そしてブルターニュ辺境伯が治めることとなった。10世紀からたびたびヴァイキングの襲来を受けた。919年には聖アンジェのアルビヌス（フランス語名:オーバン）にとりなしを願ったところ、町は襲撃から守られたという故事から、アルビヌスを守護聖人とするようになった。10世紀半ば以降より、ガロ＝ロマン系のレンヌ伯家が治めるブルターニュ公国の領有となる。ブルターニュ継承戦争ではゲランドも戦禍に巻き込まれ、1342年春のゲランドの虐殺では、シャルル・ド・ブロワ（ブルターニュ女公ジャンヌ・ド・パンティエーヴルの夫）指揮下にあるスペイン＝ジェノヴァ共和国混成軍がゲランドを包囲した。ゲランド要塞には4,000人から5,000人とも言われる住民が立てこもった。その後、第一次ゲランド条約、第二次ゲランド条約が締結された。
最後の独立したブルターニュ女公アンヌがフランス王シャルル8世と結婚したことから、ブルターニュはフランスへ併合された。ブルボン朝時代には、エタ・ド・ブルターニュという地方三部会を持っていた。
1879年、近郊の保養地ラ・ボール＝エスクブラックとの間に線路が敷かれ、ゲランドにゲランド駅ができた。

## 人口統計
| 1962年 | 1968年 | 1975年 | 1982年 | 1990年 | 1999年 | 2006年 | 2010年 |
| ------ | ------ | ------ | ------ | ------ | ------ | ------ | ------ |
| 6389   | 6499   | 7644   | 9145   | 11665  | 13655  | 15226  | 15534  |

参照元:1999年までEHESS、2000年以降INSEE

## 見どころ
ゲランドは、4つの門をもつシテ（cité）と呼ばれ、城壁の長さはカルカソンヌを上回る。
- サントーバン・ド・ゲランド教会（フランス語版） - 6世紀に建設。14世紀のブルターニュ継承戦争で破壊された後、1380年に再建。1853年、フランスの歴史記念物に指定された。
- ノートルダム・ラ・ブランシュ礼拝堂（フランス語版） - 14世紀建設のゴシック様式。中世のさらし台がある。
- サン＝ジャン礼拝堂と旧サン＝ジャン病院 - 15世紀

塩類平原、塩性湿地、干潟および砂丘があるゲランド塩湖はEU内の環境自然保護ネットワークナチュラ2000に指定された湿地であり、1995年にラムサール条約の登録地となった。

## ギャラリー

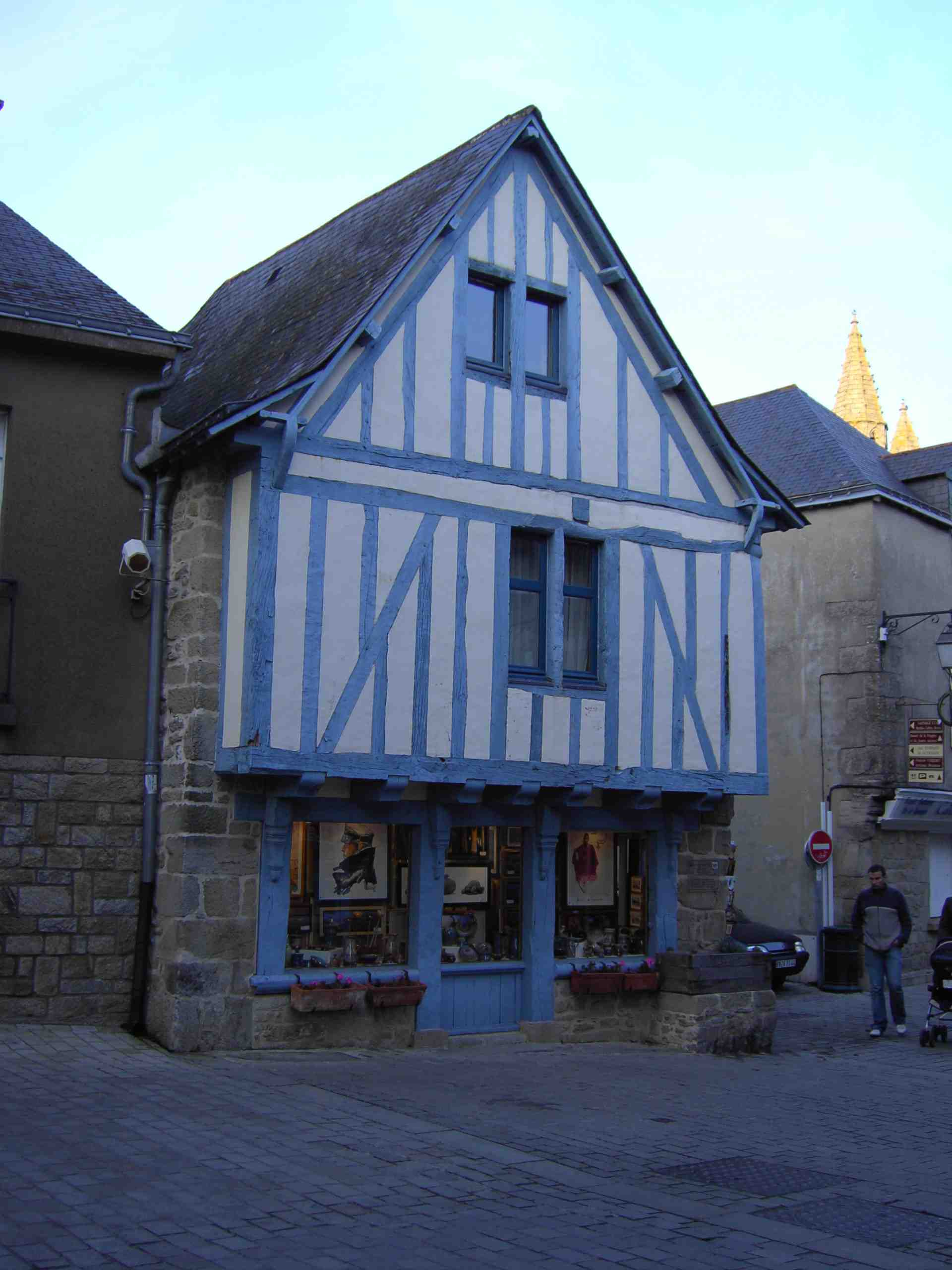
ゲランドに残る中世の家
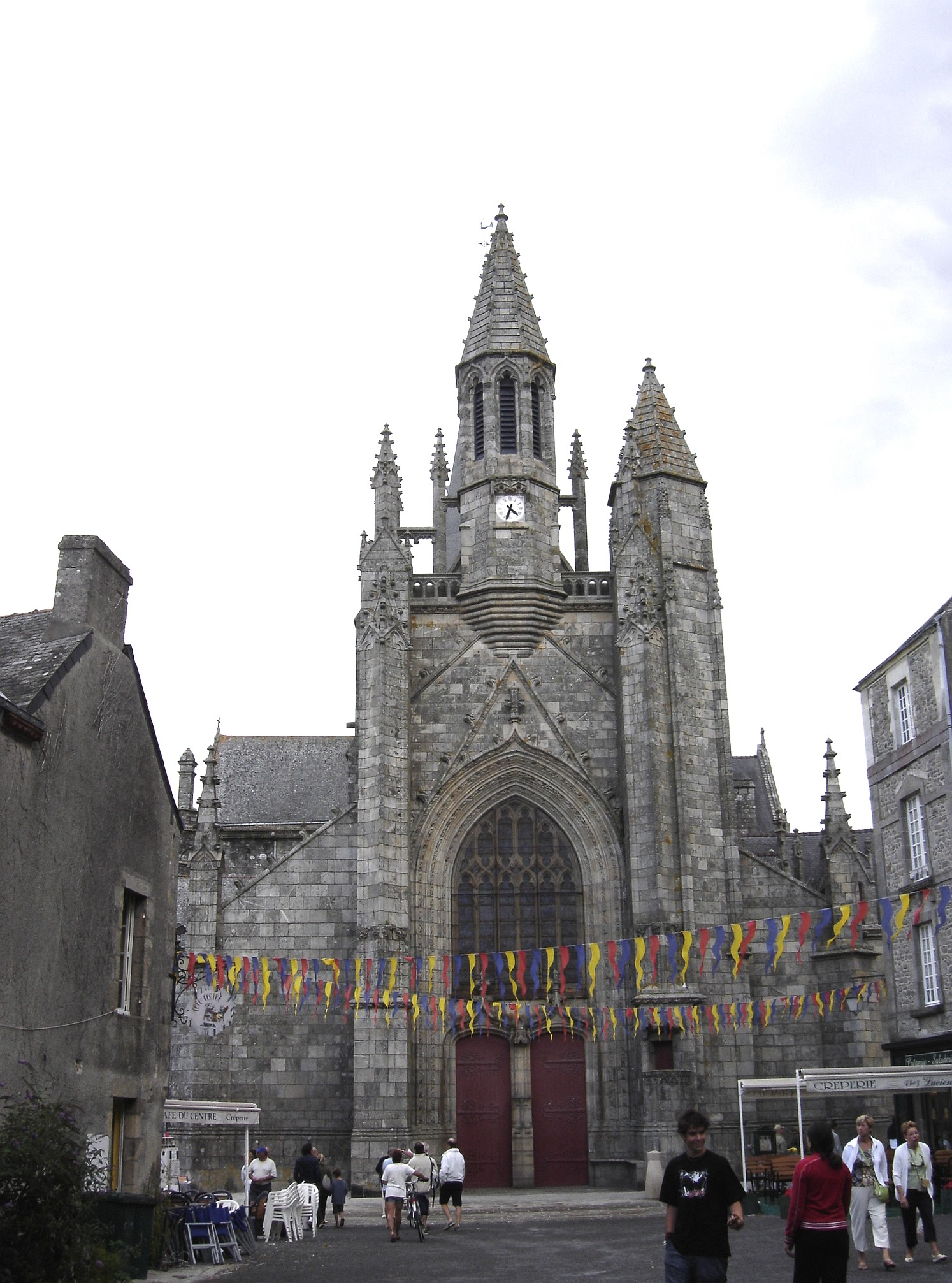
サントーバン・ド・ゲランド教会
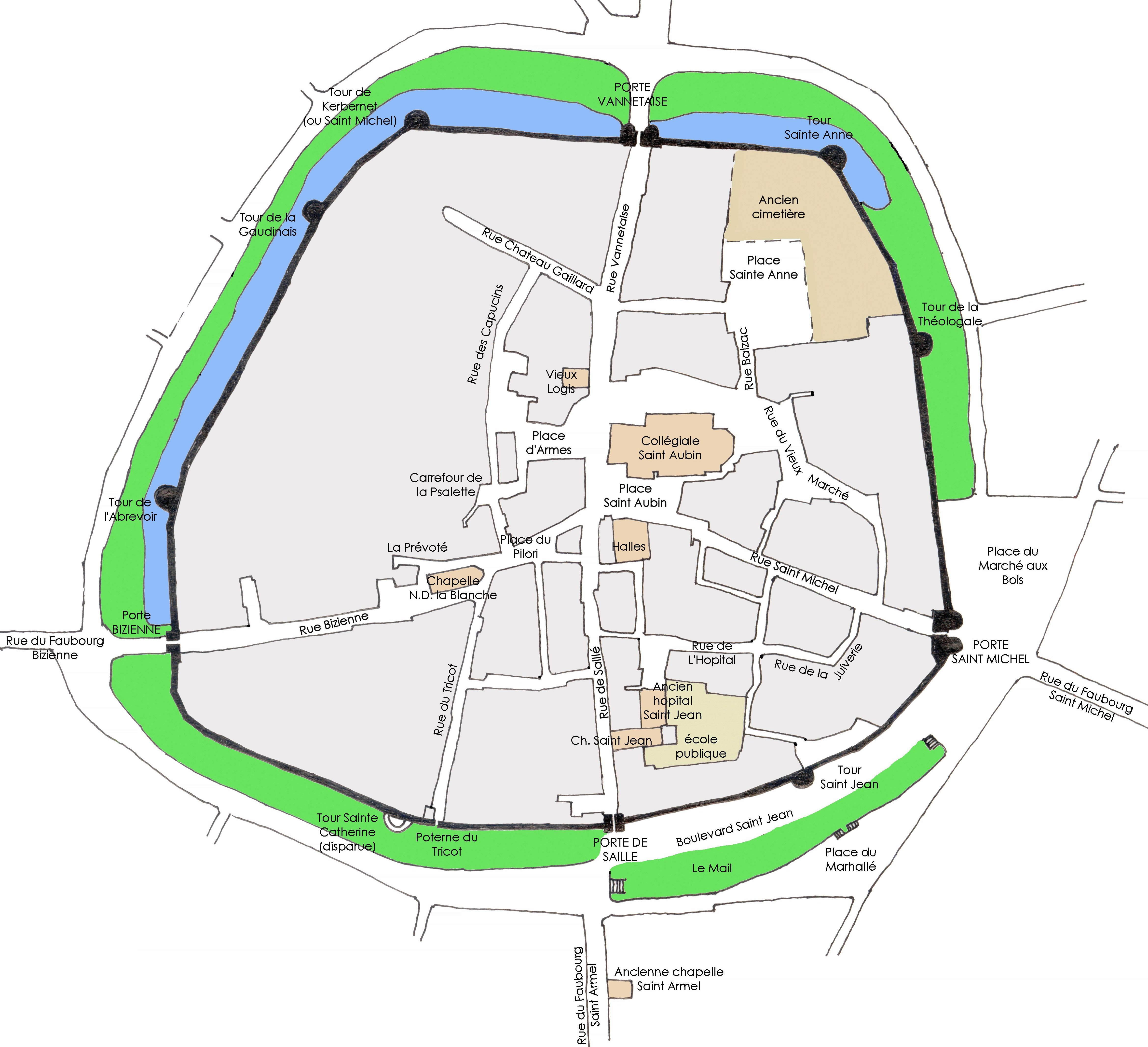
ゲランドの地図
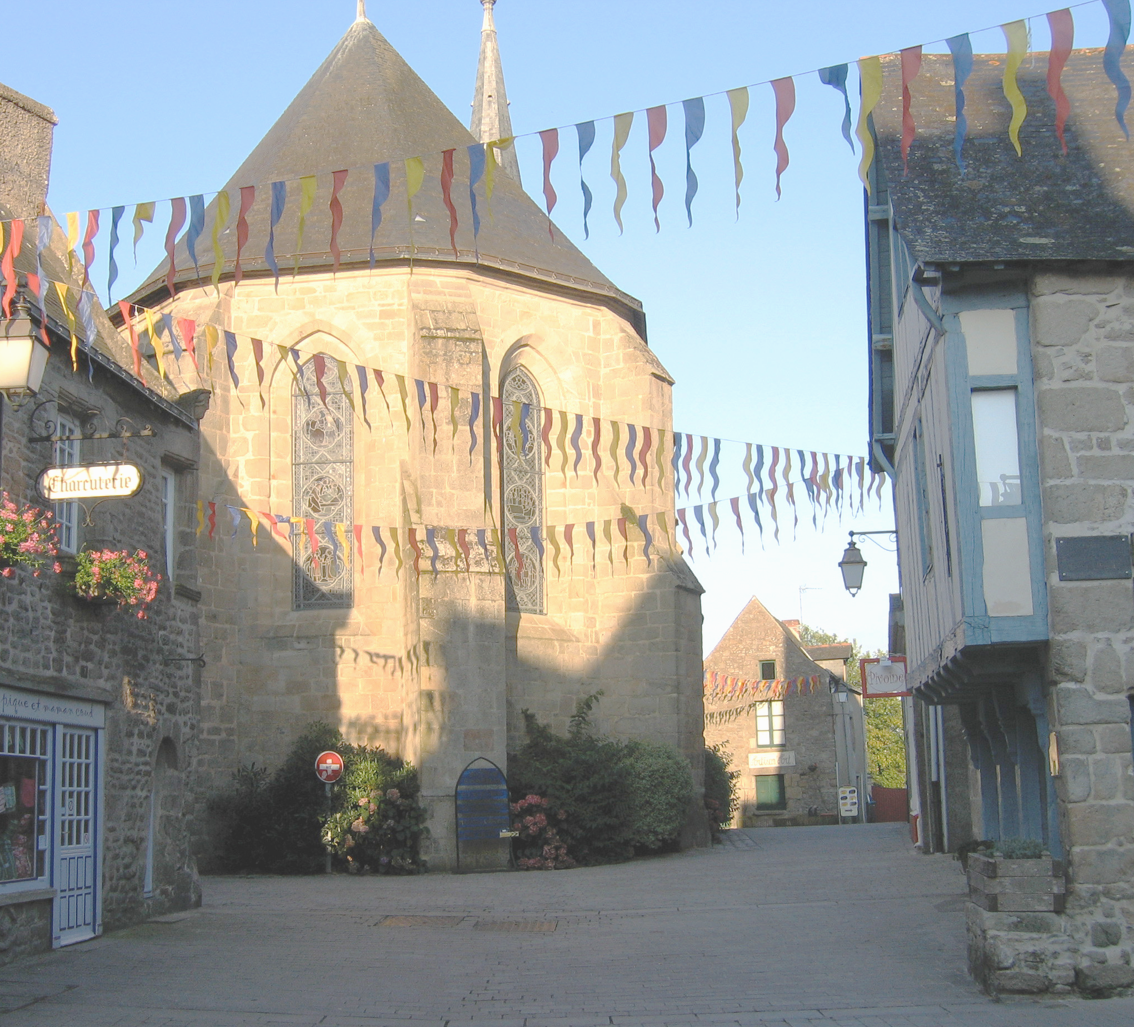
ノートルダム・ラ・ブランシュ礼拝堂
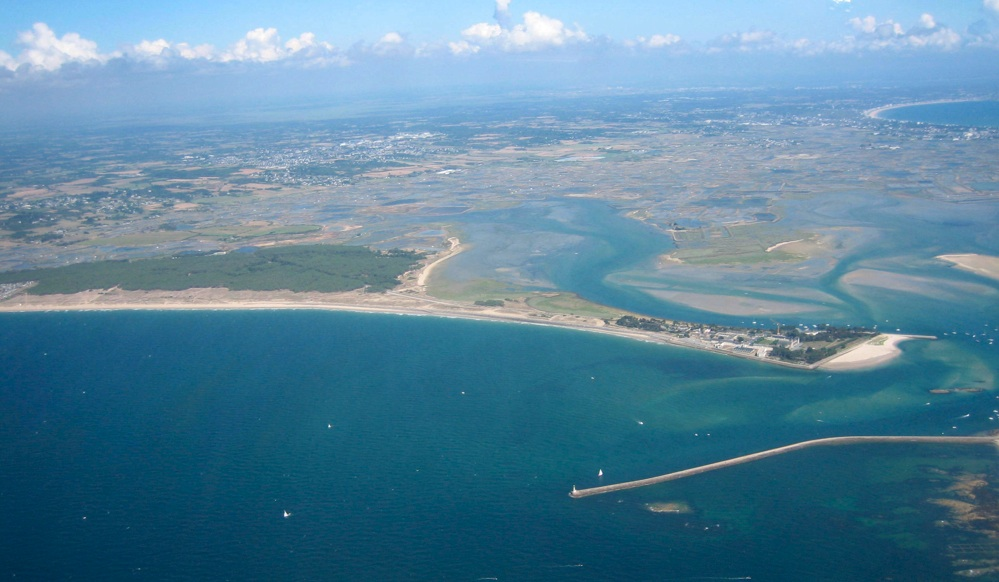
上空から見た塩湖
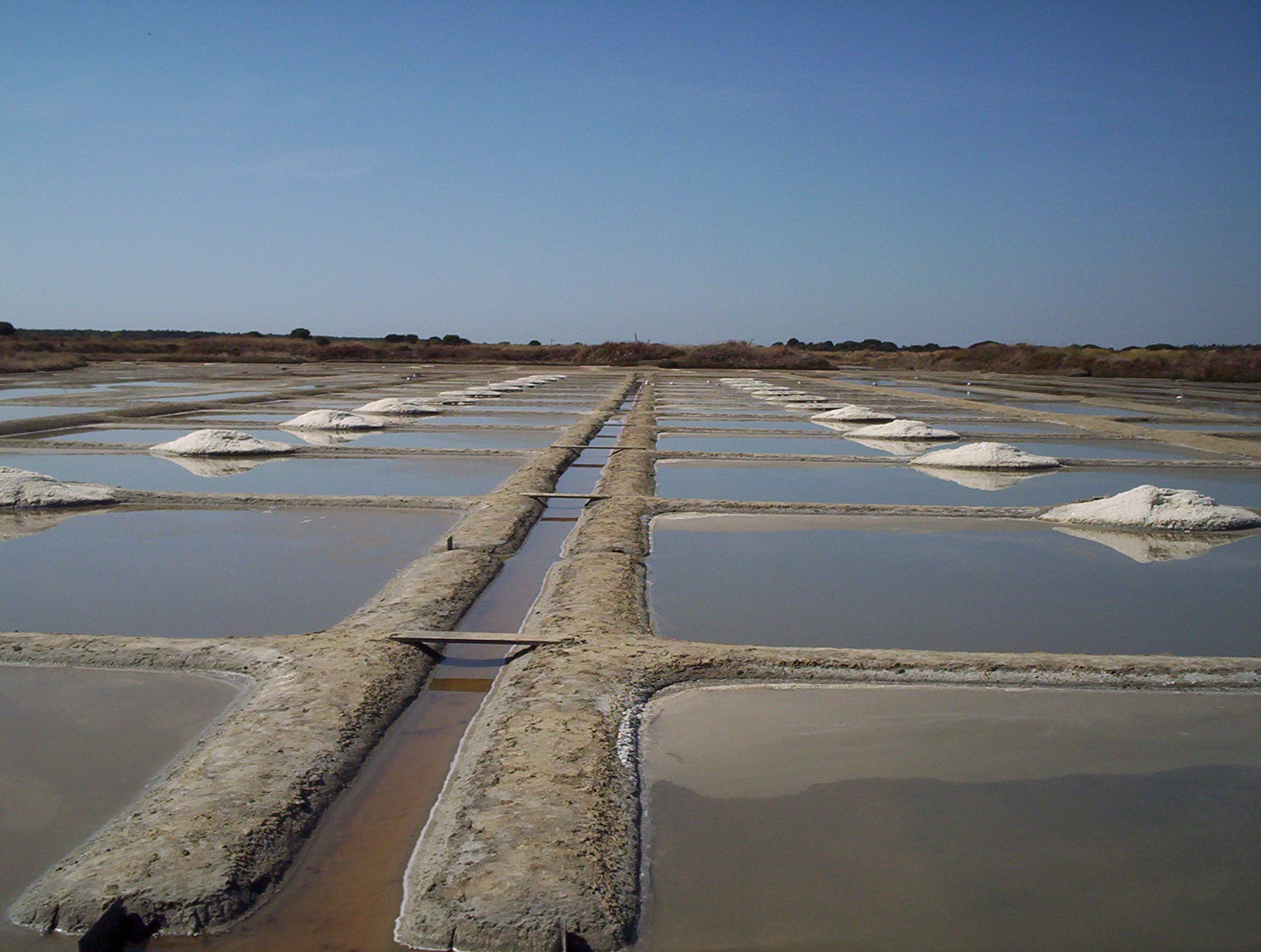
塩田

## 姉妹都市
- ディンケルスビュール、ドイツ
- アルマグロ (シウダー・レアル県)、スペイン
- ドルゲライ、ウェールズ、イギリス
- カストロ・マリン、ポルトガル